# マライタ島
マライタ島（マライタとう。英語、Malaita Island）は、ソロモン諸島の北東部を構成する島の1つである。別称マレータ島。

## 概要
面積は4,307 km2あり、国内の島でガダルカナル島に次いで2番目に大きい（地理上のソロモン諸島ではブーゲンビル島、ガダルカナル島に次いで3番目）。南北方向に伸びた島であり、長さ164 km、幅37 km。地形は山がちで熱帯雨林に覆われている。最高所の標高は1,435 m。人口は約140,000人で、国内で人口が最も多い島でもある。マライタ島はマライタ州の中核をなし、中心地は西海岸のアウキ(Auki)。

## 歴史
- 1568年 - スペインの探検家メンダーニャが発見したとされている。
- 2021年11月24日 - 中国との関係強化に不満を持つ住民が首都へ移動、首相退陣を求めるデモを起こした[1]。